# قطعنامه ۹۰۸ شورای امنیت
قطعنامه ۹۰۸ شورای امنیت سازمان ملل متحد که در تاریخ ۳۱ مارس ۱۹۹۴ تصویب شد، سندی بین‌المللی دربارهٔ بوسنی و هرزگوین-کرواسی است. این قطعنامه طی نشست ۳۳۵۶ام با ۱۵ رای موافق، ۰ مخالف و ۰ ممتنع تصویب شد.